# Forță generalizată
Forța generalizată este un concept dezvoltat în cadrul mecanicii analitice, definit pentru un sistem de {\displaystyle \scriptstyle N} puncte materiale. Relația de definiție a forțelor generalizate este
{\displaystyle Q_{k}=\sum _{j=1}^{N}{\vec {F}}_{j}{\frac {\partial {\vec {r}}_{j}}{\partial q_{k}}};(k=1,2,...l)}
unde {\displaystyle \scriptstyle {\vec {r}}_{j}} sunt vectorii de poziție ai punctelor materiale, asupra cărora acționează forțele rezultante {\displaystyle \scriptstyle {\vec {F}}_{j}}, iar {\displaystyle \scriptstyle q_{k}(k=1,2...,N)} sunt coordonatele generalizate.

## Aplicare și extindere
Acest termen, dezvoltat în cadrul mecanicii analitice, este folosit în cadrul termodinamicii și al electromagnetismului. Extinderea noțiunii permite includerea în sfera ei a unor mărimi ca vectorii câmp electric, câmp magnetic, potențialele chimice  ale componenților din sisteme termodinamice multicomponent, tensiune electromotoare a generatoarelor electrochimice sau a lamelor bimetalice.
Ca parametru de forță  se poate considera și temperatura absolută in asociere cu variabila conjugată entropie.